# 제2차 이집트-튀르크 전쟁

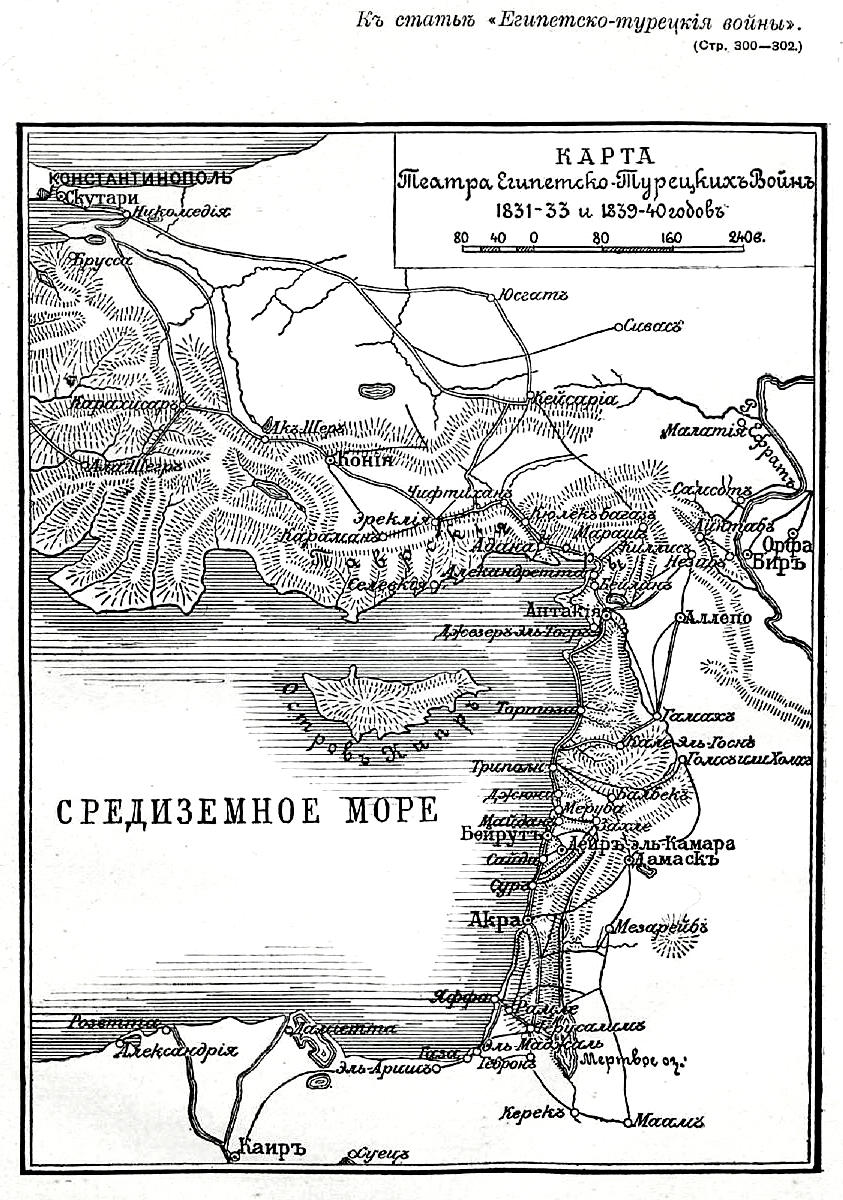

이집트-오스만 전쟁은 1839년에서 1841년까지 영국과 오스트리아 연합함대가 시리아와 아크레에서 이집트군을 몰아내고 이 지역에 대한 터키인들(오스만 제국)의 지배권을 회복하게 만든 전쟁이다.

## 같이 보기
- 이집트군
- 이집트 육군